# Myospila frigoroida
Myospila frigoroida este o specie de muște din genul Myospila, familia Muscidae, descrisă de Qian și Feng în anul 2005. Conform Catalogue of Life specia Myospila frigoroida nu are subspecii cunoscute.